# İlhan Palut
İlhan Palut (* 12. November 1976 in Reyhanlı) ist ein türkischer Fußballtrainer und ehemaliger Fußballspieler.

## Spielerkarriere
Palut begann seine Karriere in der Saison 1996/97 bei Hatayspor. Für Hatayspor spielte der Mittelfeldspieler bis Februar 2004 und wechselte im Anschluss in die 2. Liga zu Adana Demirspor. Am Ende der Saison 2003/04 stieg Palut mit seinen Teamkollegen in die 3. Liga ab. Nach zwei Jahren kehrte der Mittelfeldspieler zu Hatayspor zurück. 
Für die Spielzeit 2007/08 wechselte İlhan Palut auf Leihbasis zu Çorumspor. Seine aktive Karriere beendete Palut nach der Saison 2008/09.

## Trainerkarriere
Im Sommer 2011 begann Palut seine Trainerkarriere als Co-Trainer bei Kırıkhanspor. Ein Jahr später wechselte der ehemalige Mittelfeldspieler zu Hatayspor in die Jugendauswahl und wurde einige Monate später zum Co-Trainer ernannt. 
Am Anfang der Saison 2015/16 wechselte Palut zu Ümraniyespor und war dort Co-Trainer von Ahmet Taşyürek. Nach einem Jahr für Ümraniyespor wurde Palut Sportdirektor von Hatayspor. Nach der Entlassung des Cheftrainers Fatih Kavlak im Februar 2017 wurde İlhan Palut Cheftrainer von Hatayspor. Die reguläre Spielzeit beendete Hatayspor auf dem 4. Platz und war für die Play-offs teilnahmeberechtigt. Im Viertelfinale der Play-offs schied das Team von Palut gegen Kastamonuspor aus.
Eine Spielzeit danach beendete Hatayspor die Saison auf dem 1. Platz und stieg direkt in die 2. Liga auf. In der Saison 2018/19 des türkischen Fußballpokals kam Hatayspor bis ins Viertelfinale und musste sich dort Galatasaray Istanbul geschlagen geben. In der 2. Liga wurde Hatayspor Dritter und qualifizierte sich für die Play-offs. Im Play-off-Finale verlor die Mannschaft von Palut im Elfmeterschießen gegen Gaziantep FK und verpasste den Aufstieg in die Süper Lig.
In den ersten sechs Wochen der Spielzeit 2019/20 gewann Hatayspor drei seiner sechs Spiele in der Liga und schied in der 3. Hauptrunde gegen Siirt İl Özel İdaresi SK aus. Am 1. Oktober 2019 entließ Hatayspor İlhan Palut. Anfang November 2019 wurde Palut Cheftrainer von Göztepe Izmir.

## Erfolg

### Als Trainer
Mit Hatayspor
- Drittligameister 2017/18